# 井上裕衣
井上 裕衣（いのうえ ゆい、1986年8月24日 - ）は、名古屋テレビ（メ〜テレ）報道局ニュース情報センターの記者、元同局アナウンサー。

## 来歴・人物
徳島県で生まれる。徳島文理高等学校を経て早稲田大学卒業後入社。徳島文理高校在学中に徳島県高校放送コンテストのアナウンス部門で入賞し、NHK杯全国高校放送コンテストに出場した経験がある。大学時代はテレビ朝日アスクに通っていた。
2年目を迎えた2010年からは、塩尻奈都子から地上デジタル放送推進大使の座を引き継いだ。
2019年6月30日にInstagramを更新、6月いっぱいでアナウンス部を離れ7月から他部署へ異動する事を発表した。7月から報道記者となる。
2022年に結婚したことをInstagram上で発表。

## 出演番組
- めざせ!甲子園
- 速報!甲子園への道（第3パート：東海地区ローカル枠）
- バグルー!!（ナレーション）
- サタあはっ!（リポーター）
- キングコングのあるコトないコト（ナレーション）
- 女子アナのリアクション
- 昼まで待てない!
- ドデスカ!（月曜日）
- デルサタ11
- メ〜テレNEWS
- アップ!（2018年10月1日 - 2019年3月22日まではサブキャスター、現在は不定期で報道記者として出演。）

テレビアニメ
- バトルスピリッツ 少年激覇ダン - アナウンサー役（41話・声優として）
- バトルスピリッツ 覇王 - 本人役（声優として）